# Cuña (máquina)

La fuerza descendente sobre la cuña produce una fuerza horizontal mucho mayor sobre el objeto

Una cuña es una herramienta que puede tener diferentes formas como: triangular, cuadrada, media luna, cuchilla, entre otros, y es un plano inclinado portátil, y una de las seis máquinas simples clásicas. Se puede usar para separar dos objetos o partes de uno, levantar un objeto o mantenerlo en su lugar. Funciona convirtiendo una fuerza aplicada a su extremo romo en fuerzas perpendiculares (normales) a sus superficies inclinadas. La ventaja mecánica de una cuña viene dada por la relación entre la longitud de su pendiente y su ancho.  Aunque una cuña corta con un ángulo amplio puede hacer una labor más rápido, requiere más fuerza que una cuña larga con un ángulo estrecho.
La fuerza se aplica sobre una superficie amplia y plana. Esta energía se transfiere al extremo puntiagudo y afilado de la cuña, permitiendo que el filo penetre en el objeto al generar una elevada presión en el pequeño punto de contacto. A su vez, la cuña desgaja el objeto en el que se inserta, gracias a transformar el desplazamiento longitudinal de la cuña en un desplazamiento transversal de magnitud mucho más pequeña, debido al ángulo agudo que forman las dos caras de la cuña.

## Historia y evolución de la cuña

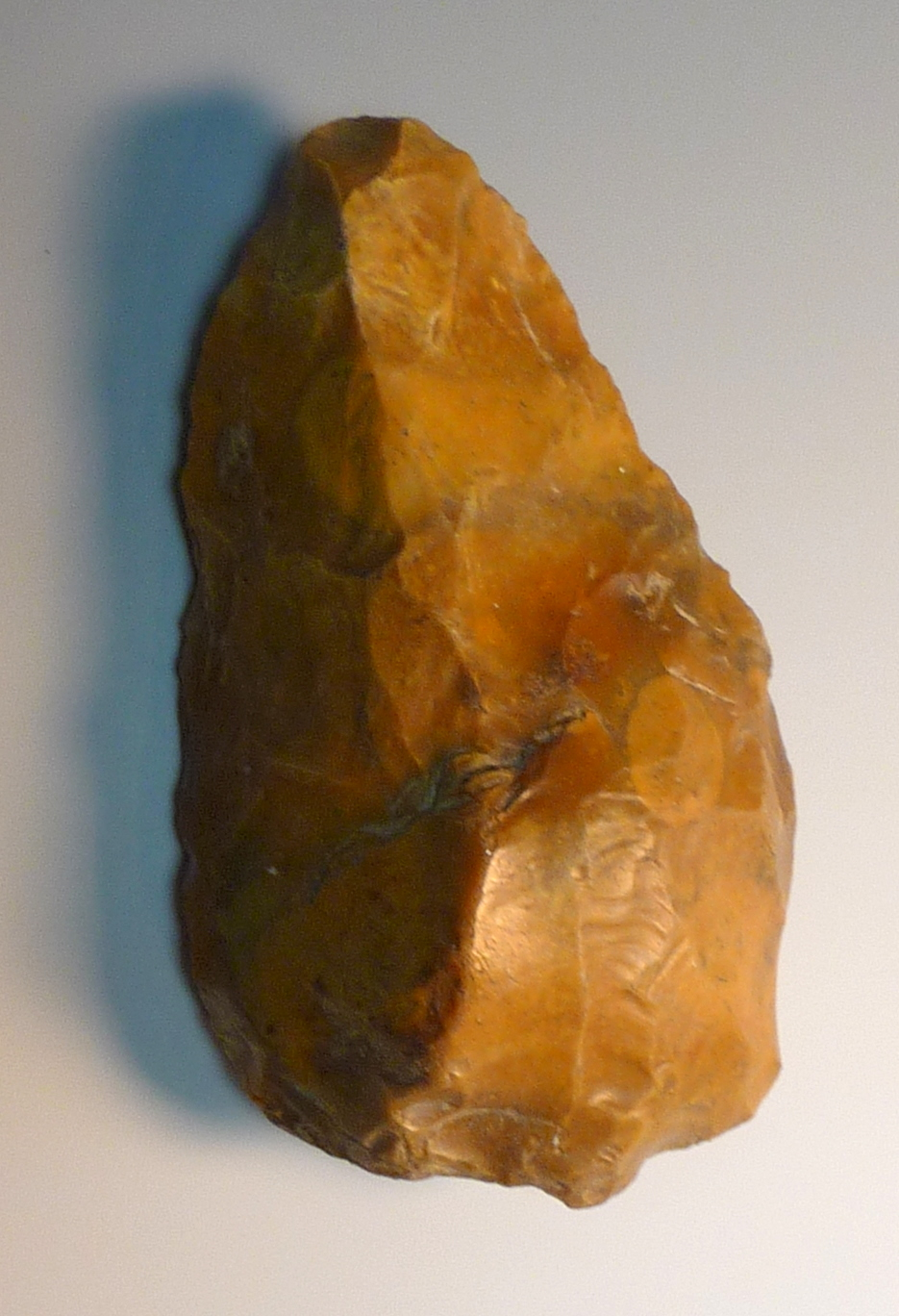
Punta de hacha hecha por hombres primitivos, encontrada en Winchester (Inglaterra).

El hombre de Cromañón ya la empleaba bajo la forma de hacha, cuchillo y puntas de lanza.
En el antiguo Egipto, las cuñas eran esenciales para el trabajo de la piedra, especialmente en la construcción de pirámides y templos. Por ejemplo, los obreros usaban cuñas de madera para dividir bloques de granito para la Gran Pirámide de Giza, tal como se observa en las marcas de cuñas encontradas en las canteras de Asuán. Además, las cuñas de metal ayudaban a tallar jeroglíficos en las superficies de piedra, mientras que cuñas más pequeñas se utilizaban en herramientas como cinceles.
En el 3000 a. C. ya se empleaba en las canteras egipcias para la separación de grandes bloques de piedra y para extraer maderas de los árboles. También por esta época se empieza a emplear en forma de sierra para madera. Hacia el 2900 a. C. se empieza a emplear en Sumeria bajo la forma de arado de madera. Hacia el 1000 a. C. se aplica a las tijeras para trasquilar ovejas. 
En la antigua Roma, las cuñas eran herramientas vitales en la construcción, la minería y la carpintería. Los ingenieros romanos usaban cuñas de madera para dividir piedras para estructuras monumentales, como el Coliseo, introduciéndolas en grietas para romper grandes bloques. Las cuñas de metal, hechas comúnmente de hierro, se utilizaban en las operaciones mineras, particularmente para extraer mármol de canteras como las de marmol de Carrara, que proveían material para templos y esculturas. En carpintería, las cuñas ayudaban a dar forma a la madera para crear puertas, barcos y muebles. Además, las cuñas eran cruciales en la construcción de máquinas de asedio como el ariete, donde reforzaban el mecanismo y aseguraban su efectividad para derribar muros.
En 1848 es empleada por Linus Yale para la fabricación de la llave de la primera cerradura de seguridad. Esa llave estaba dotada de dientes de sierra con alturas diferentes. En 1906 se patenta la cremallera formada por dientes que se engarzan entre sí por efecto de dos planos inclinados que los presionan. Una cuña introducida entre ellos permite separarlos.

## Ventaja mecánica

Sección transversal de una cuña divisoria con su longitud orientada verticalmente. Una fuerza hacia abajo produce fuerzas perpendiculares a sus superficies inclinadas.

La ventaja mecánica o VM de una cuña se puede calcular dividiendo la altura de la cuña por el ancho de la cuña:
{\displaystyle {\rm {VM={Longitud \over Anchura}}}}
Cuanto más agudo, o estrecho, sea el ángulo de una cuña, mayor será la relación entre la longitud de su pendiente y su anchura y, por tanto, mayor ventaja mecánica producirá.
Una cuña se unirá cuando el ángulo incluido en la cuña sea menor que el arcotangente del coeficiente de fricción entre la cuña y el material. Por lo tanto, en un material elástico como la madera, la fricción puede unir una cuña estrecha más fácilmente que una ancha. Esta es la razón por la que la cabeza de un mazo hendido tiene un ángulo mucho más amplio que el de un hacha.

## Uso
Las cuñas se utilizan, por ejemplo, para levantar objetos pesados, separándolos de la superficie sobre la que descansan.
Considérese un bloque que se va a levantar con una cuña. A medida que la cuña se desliza debajo del bloque, el bloque se desliza hacia arriba por el lado inclinado de una cuña. Esto levanta el peso FB del bloque. La fuerza horizontal FA necesaria para levantar el bloque se obtiene considerando la velocidad de la cuña vA y la velocidad del bloque vB.  Si se asume que la cuña no disipa ni almacena energía, entonces la potencia en la cuña es igual a la potencia de salida, o
{\displaystyle {\frac {F_{\mathrm {B} }}{F_{\mathrm {A} }}}={\frac {v_{\mathrm {A} }}{v_{\mathrm {B} }}}.}
La velocidad del bloque está relacionada con la velocidad de la cuña por la pendiente del lado de la cuña. Si el ángulo de la cuña es α entonces
{\displaystyle v_{\mathrm {B} }=v_{\mathrm {A} }\tan \alpha ,\!}
lo que significa que la ventaja mecánica
{\displaystyle MA={\frac {F_{\mathrm {B} }}{F_{\mathrm {A} }}}={\frac {1}{\tan \alpha }}.}
Por tanto, cuanto menor sea el ángulo α, mayor será la relación entre la fuerza de elevación y la fuerza aplicada sobre la cuña. Esta es la ventaja mecánica de la cuña. Esta fórmula de ventaja mecánica se aplica a las operaciones de corte y división, así como a la elevación.
También se pueden utilizar para separar objetos, como bloques de piedra tallada. Los mazos y las cuñas se utilizan para partir la madera a lo largo de la veta. Una cuña estrecha con un cono relativamente largo que se usa para ajustar con precisión la distancia entre dos objetos se llama calce y se usa comúnmente en carpintería.
Las puntas de las horquillas y los clavos también son cuñas, ya que parten y separan el material en el que se introducen o clavan; las piezas que unen pueden entonces mantenerse firmes debido a la fricción.

## Uso en canteras de mármol
Los cuñas son una herramienta esencial en las canteras de mármol, utilizadas para dividir grandes bloques de mármol de la roca circundante.Las técnicas de cuña y pluma se han utilizado desde tiempos antiguos y fueron esenciales en la extracción histórica, contribuyendo a la construcción de numerosos monumentos y estructuras históricas. 

### Método tradicional
- Se perforan agujeros en línea a lo largo del plano deseado de separación. Los agujeros suelen estar espaciados a pocos centímetros de distancia.
- Cada agujero se llena con un conjunto de cuñas y plumas. Las plumas son dos piezas delgadas y planas de metal que encajan en el agujero con la cuña colocada entre ellas.
- Las cuñas se martillan secuencialmente a lo largo de la línea de agujeros. A medida que las cuñas se clavan más profundo, ejercen presión hacia afuera sobre las plumas.
- La presión de las cuñas hace que el mármol se rompa a lo largo de la línea de agujeros, permitiendo que un gran bloque se separe del lecho de roca. Este método es preciso y ayuda a minimizar el desperdicio.[11]

### Método moderno
Aunque los métodos tradicionales todavía se utilizan, la tecnología moderna ha introducido herramientas y técnicas más eficientes, tales como:
- Cuñas hidráulicas: estas son cuñas motorizadas que pueden ejercer mayor fuerza y precisión, reduciendo el tiempo y el esfuerzo requeridos.
- Corte con cable: los cables de diamante se pueden usar para cortar el mármol con alta precisión, y las cuñas a veces se utilizan junto con estos cables para ayudar a dividir los bloques después de los cortes iniciales.

### Ventajas de usar cuñas
- Precisión: permite un control preciso sobre la dirección y forma de la división.
- Desperdicio mínimo: Ayuda a minimizar el desperdicio del valioso mármol al crear rupturas limpias.
- Económico: un método relativamente de bajo costo en comparación con otras técnicas de corte mecánico.[11]

### Consideraciones de seguridad
- Entrenamiento adecuado: los trabajadores deben estar capacitados en el uso correcto de las cuñas para evitar accidentes.
- Equipo de protección: Se deben usar equipos de seguridad como guantes, gafas y cascos para protegerse contra escombros voladores y accidentes al martillar.

## Cuchillas y cuñas
La cuchilla es un plano inclinado compuesto, formado por dos planos inclinados colocados de forma que los planos se encuentren en un borde. Cuando el borde donde se encuentran los dos planos se empuja hacia una sustancia sólida o fluida, vence la resistencia de los materiales a separarse transfiriendo la fuerza ejercida contra el material en dos fuerzas opuestas normales a las caras de la cuchilla.
El primer uso conocido de la cuchilla por el ser humano fue el filo de una piedra de sílex que se utilizaba para hender o partir tejido animal, por ejemplo, para cortar carne o separar la piel de la carne. El uso de hierro u otros metales llevó al desarrollo de cuchillos para ese tipo de tareas. La hoja del cuchillo permitió a los humanos cortar carne, fibras y otros materiales vegetales y animales con mucha menos fuerza de la que se necesitaría para desgarrarlos simplemente tirando con las manos. Otros ejemplos son el arado, que separa las partículas de tierra, las tijeras, que separan los tejidos, el hacha, que separa las fibras de madera, y los cinceles y planos, que separan la madera.

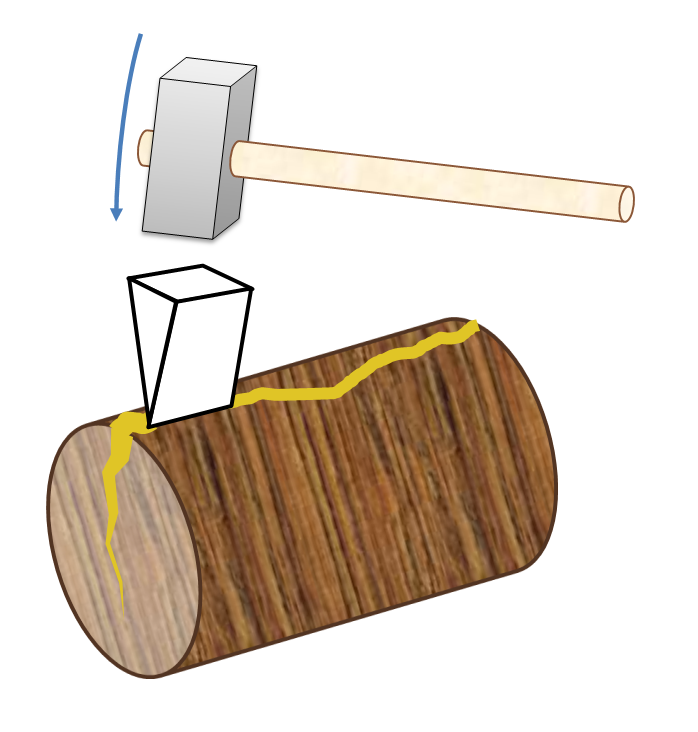
Cuña utilizada para separar troncos de madera.

Las cuñas, las sierras y los cinceles pueden usarse para separar materiales grandes, gruesos y duros, como la madera, la piedra maciza y los metales duros, y lo hacen con mucha menos fuerza, desperdicio de material y con más precisión que el aplastamiento, que consiste en aplicar la misma fuerza sobre un área más amplia del material a separar. Cuando los troncos de leña son de gran tamaño son difíciles de manipular o emplear directamente. Una práctica muy antigua es el proceso de romper una pieza grande de leña mediante una cuña de hierro: insertándola primero en una grieta y golpeándola después con un mazo hasta que la madera se rompa. El conjunto de mazo y cuña puede ser sustituido por un hacha normal o un hacha específica. Existen también una especie de cuñas con mango, robustas y pesadas, de aspecto parecido a un hacha y muy adecuadas para ciertos tipos de leñas.
Otros ejemplos de cuñas se encuentran en las brocas, que producen agujeros circulares en sólidos. Los dos bordes de una broca se afilan, en ángulos opuestos, en un punto y ese borde se rota alrededor del eje de la broca. Cuando la broca gira sobre su eje de rotación, las cuñas se introducen en el material que se desea separar. El corte resultante en el material se produce en la dirección de rotación de la broca, mientras que la forma helicoidal de la broca permite la extracción del material cortado.

## Otros usos detallados

### Tapones y similares

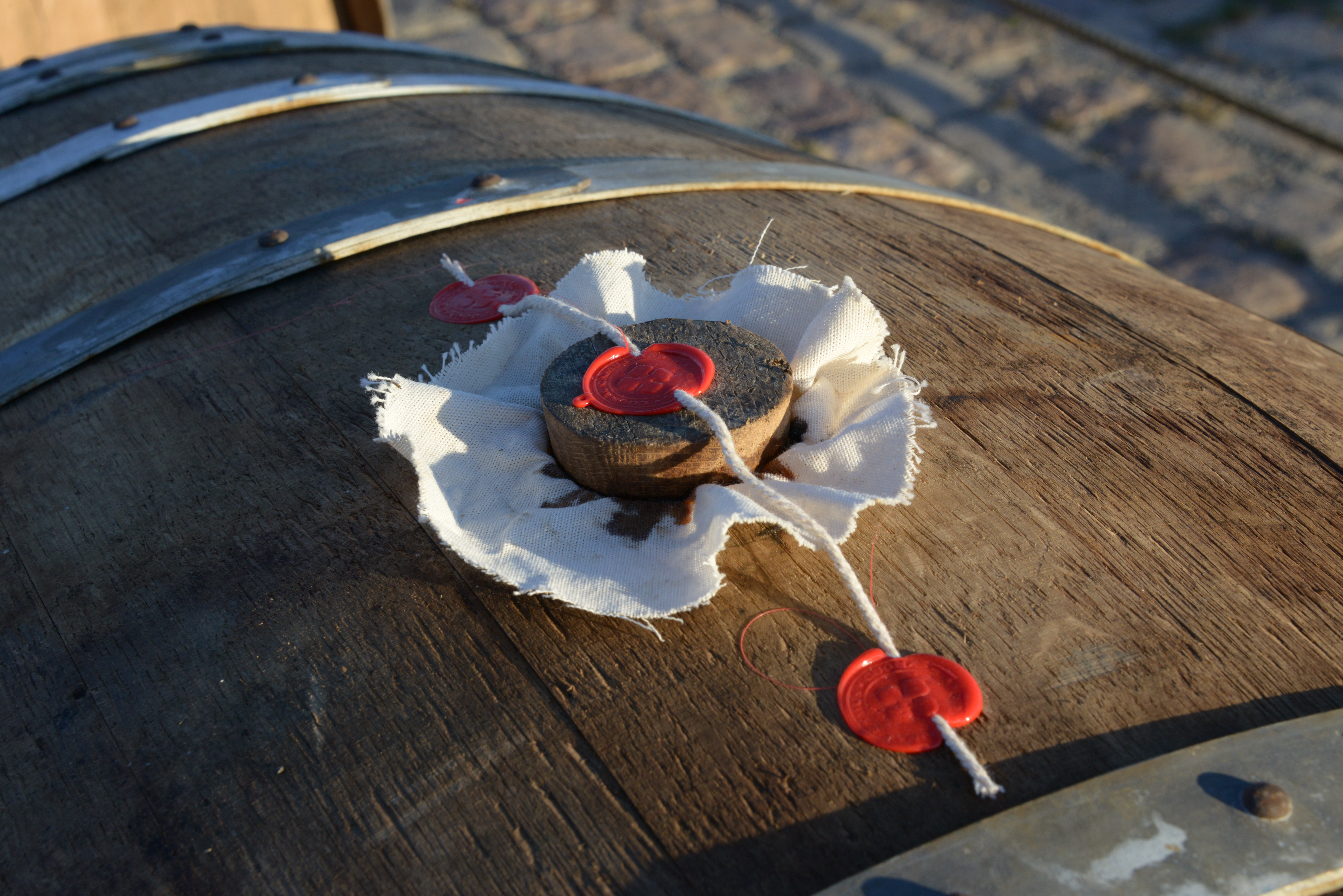
Tapón cónico en un barril de cognac a bordo de un barco.

Se ha usado cuñas cónicas como tapones en agujeros cilíndricos o cónicos practicados en recipientes de todo tipo: botellas, botas, buques de barcos, frascos de vidrio u otros.

### Cuñas para huecos en el casco de un barco
Cualquier agujero en la obra viva de un barco, por pequeño que sea, es muy peligroso. Una práctica centenaria consiste en tapar el agujero con una cuña cónica de madera desde dentro del barco. Hay muchas referencias que aconsejan que es necesario disponer de un surtido de cuñas de diferentes dimensiones preparadas para tapar rápidamente una posible vía de agua.

### Grifos

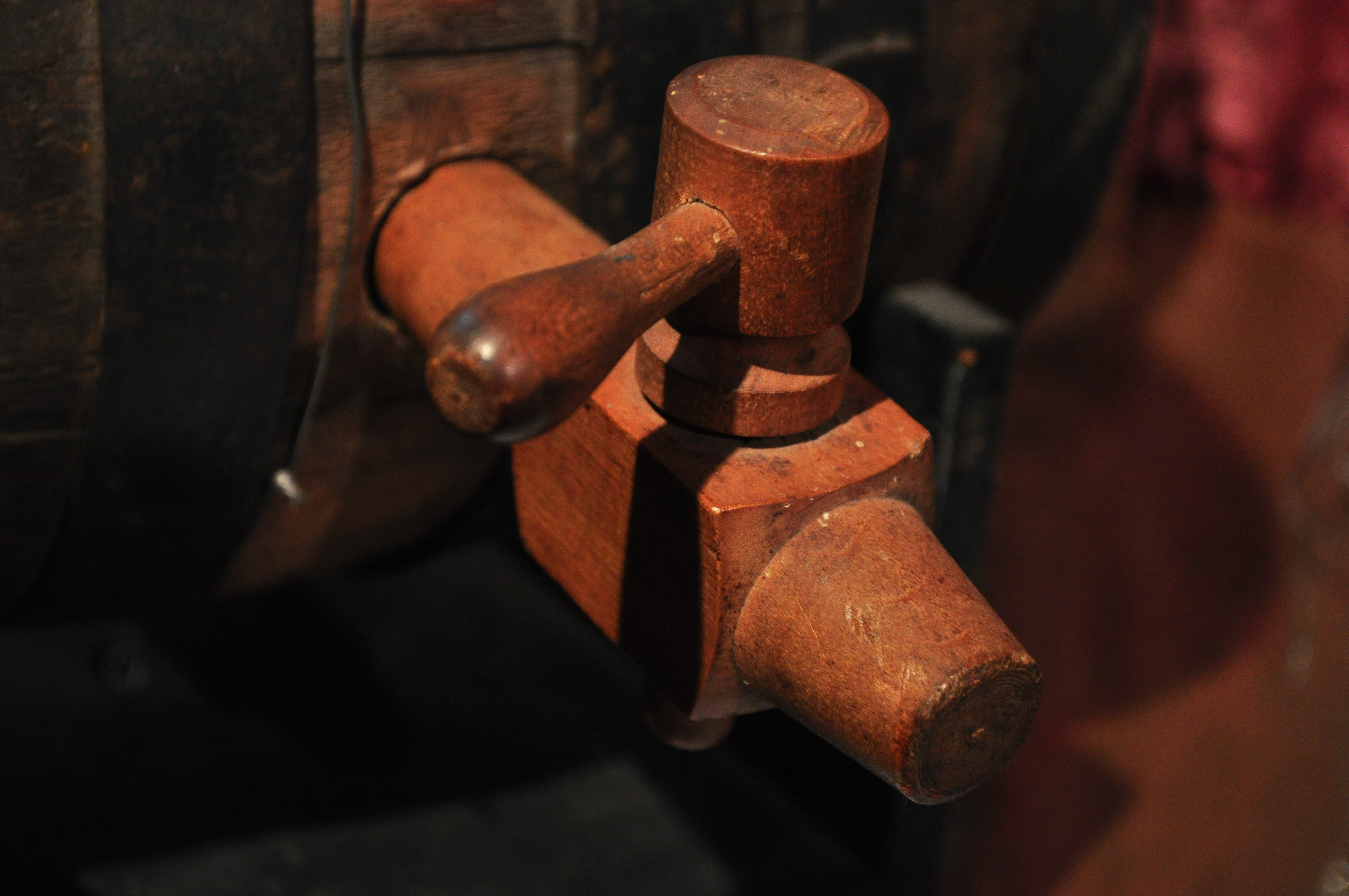
Grifo de madera para barricas.

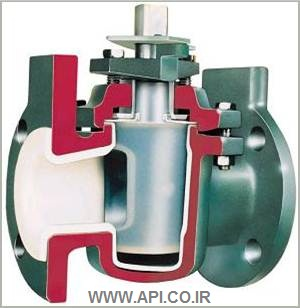
grifo de obturador cónico giratorio.

Los grifos con obturador cónico giratorio fueron conocidos desde la Antigua Roma y todavía son utilizados actualmente. En las botas de vino constan de una parte cónica fija (integrada en el cuerpo del grifo, que permite insertarlas en la bota) y de un obturador cónico.

### En escritura

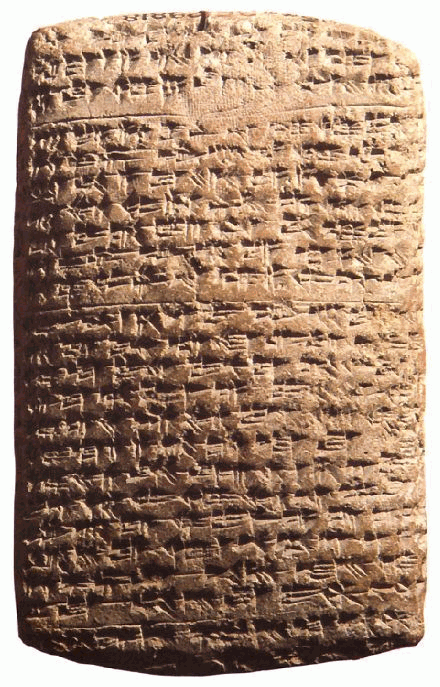
Carta diplomática del en acadio, escrita con cuñas, encontrada en Amarna, Egipto

Los sumerios utilizaron cuñas, principalmente en escritura cuneiforme, utilizando objetos con forma de cuña, sobre arcilla alrededor del 3500 a. C.